# Ядричі
45°32′ пн. ш. 15°19′ сх. д. / 45.54° пн. ш. 15.31° сх. д.
Ядричі (хорв. Jadrići) — населений пункт у Хорватії, в Карловацькій жупанії у складі громади Жаканє.

## Населення
Населення за даними перепису 2011 року становило 7 осіб.
Динаміка чисельності населення поселення: